# Johann Heinrich Brandt
Johann Heinrich Brandt (* 1740 in Lüneburg; † 25. August 1783 in Hannover) war ein deutscher Maler und Zeichner. Er stellte vorwiegend Landschaften dar, so die Entwürfe für die als Kupferstiche ausgeführten Illustrationen zu Christian Cay Lorenz Hirschfelds Theorie der Gartenkunst.

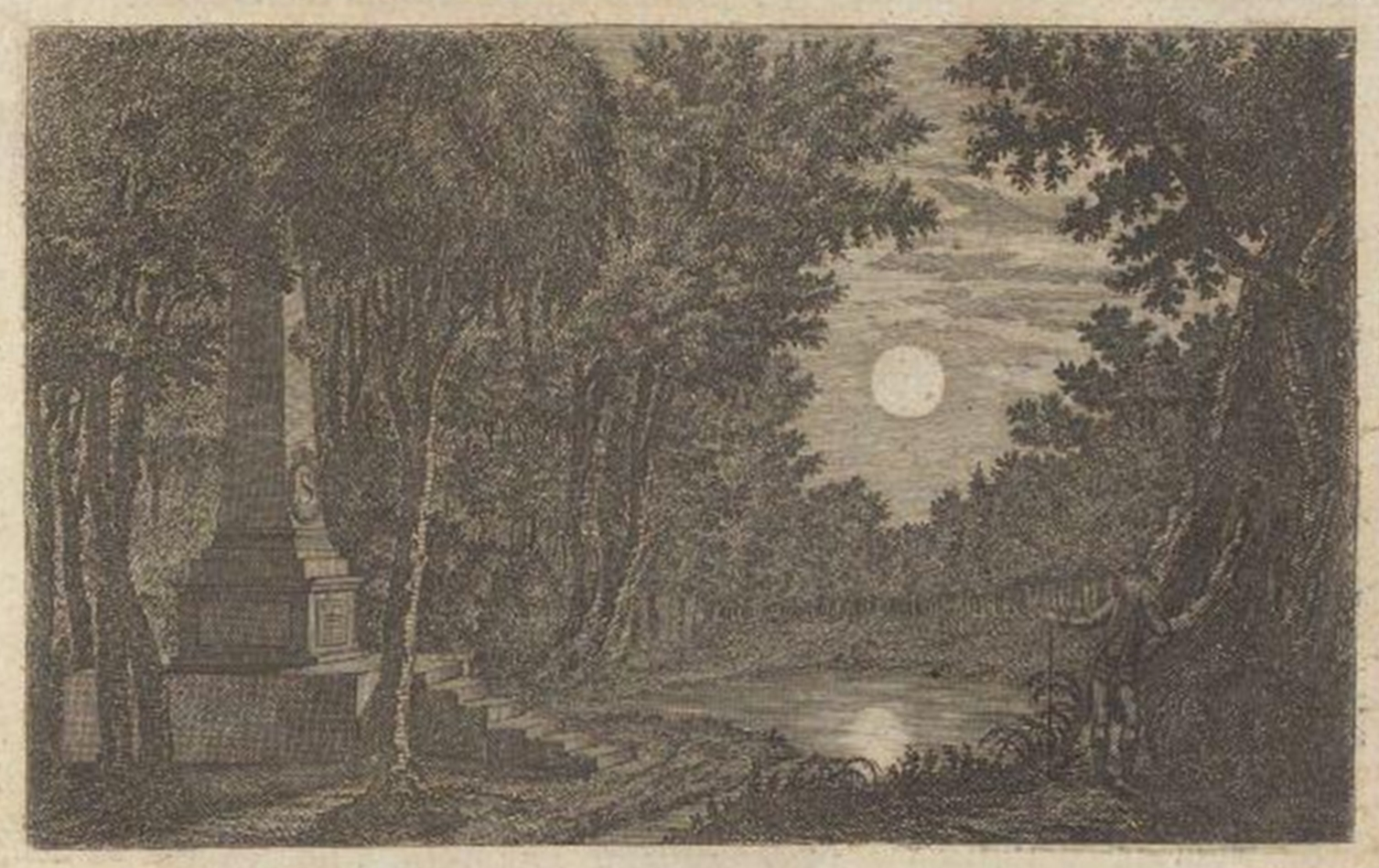
Das Grab Johann Georg Sulzers, Kupferstich nach einer Zeichnung von J. H. Brandt (1779), Illustration zu Hirschfelds Theorie der Gartenkunst

## Leben
Über die Herkunft und Jugend von Johannes Heinrich Brandt ist wenig bekannt; offenbar war er der Enkel von Georg Brandt (geboren 1622), einem Portraitmaler aus Lüneburg, und Sohn des gleichnamigen Porträtmalers Johann Heinrich Brandt. Johann Brandt hielt sich als Schüler von Georg David Matthieu in Schwerin auf. Später arbeitete er in Dresden und Hannover. Von 1768 an malte er Porträts und Miniaturen für das Fürstentum Hannover.
Christian Cay Lorenz Hischfeld konnte ihn gewinnen, seine Bücher mit Szenen von (meist) Ideallandschaften zu illustrieren, von denen viele von Christian Gottlieb Geyser gestochen wurden.

## Werke (Auswahl)
- Baron von Olderhausen in grünem Kostüm (1768)
- Eine Gegend mit dem Grab Sulzers bei Mondschein, Kupferstich (um 1779)